# Pseudosymblepharis richardsii
Pseudosymblepharis richardsii là một loài Rêu trong họ Pottiaceae. Loài này được (E.B. Bartram) B.H. Allen mô tả khoa học đầu tiên năm 2002.